# Live at Winterland 1978
A Live at Winterland 1978 a Sex Pistols punkegyüttes koncertlemeze, amely teljes egészében először 1997-ben jelent meg. Az utolsó két dalt már 1980-ban kiadták az Island Records TROUBLEMAKERS dupla válogatásalbumának zárásaként.
Az album az együttes 1996-os újraalakulása előtti utolsó koncertjét tartalmazza, melyre a San Franciscó-i Winterland Ballroom-ban került sor. A zárószámnak tartott Anarchy in the U.K. után Johnny Rotten visszatért a színpadra, az együttes ekkor már a No Fun-t játszotta. Rotten a következő mondattal konferálta fel a számot: „Kaptok egy dalt, és azért csak egyet, mert egy lusta rohadék vagyok. Ez a No Fun.” A dal végén Rotten elmondta egyik leghírhedtebb mondatát:  „Ah-ha-ha. Éreztétek már úgy, hogy becsaptak?”
Az Avengers, az akkori előzenekar szintén kiadta az aznapi koncertjét egy azonos című albumon.

## Az album dalai
1. God Save the Queen
2. I Wanna Be Me
3. Seventeen
4. New York
5. E.M.I.
6. Belsen Was a Gas
7. Bodies
8. Holidays in the Sun
9. Liar
10. No Feelings
11. Problems
12. Pretty Vacant
13. Anarchy in the U.K.
14. No Fun

## Közreműködők
- Johnny Rotten – ének
- Steve Jones – gitár, háttérvokál
- Sid Vicious – basszusgitár, háttérvokál
- Paul Cook – dob